# 扶朝家
扶朝家，古稱為牛稠腳，是臺灣雲林縣北港鎮的一個傳統地域名稱，位於該鎮西南部。相較於今日行政區，其範圍大致包括光復里西南部、扶朝里不含東端、水埔里不含東部及南部中段。

## 歷史
臺灣清治末期至日治初期，扶朝家地區為一（舊制）街庄，稱為「扶朝家庄」，隸屬於大槺榔東頂堡。該庄北與樹仔腳庄為鄰，東北與北港街為鄰，東邊及南邊隔北港溪與蘇厝藔庄、六斗尾庄為界，西邊為溪墘厝庄、土間厝庄。
1901年（日治明治三十四年）11月，全臺廢縣廳改設二十廳，該庄隸屬於斗六廳。1903年（明治三十六年）6月，該庄編入「水燦林區」，隸屬於斗六廳。1909年（明治四十二年）10月，合併二十廳為十二廳，水燦林區改隸屬於嘉義廳。1920年（大正九年），全臺地方制度大改正，廢十二廳改設五州二廳，該庄改制為「扶朝家」大字，隸屬於臺南州北港郡北港街（新制街庄）。
戰後北港街改制為北港鎮，隸屬於臺南縣，大字亦改制為里。1950年10月，雲、嘉、南分治，北港鎮改隸屬雲林縣。

## 聚落
本地區發展較早的聚落有興化店（已消失）、頂竹仔腳、扶朝家、鹽水埔等，在日治期初期的官方地圖上已有記載。

## 交通
縣道164號是金湖至民雄的道路，經過本地區北部。由該道路向西微北可前往水林鄉、口湖鄉，並止於該鄉西部的省道台17線、台61線共線路口（金湖聚落東側）；向東微南可前往北港鎮市區、六腳鄉東北端、新港鄉、民雄鄉，並止於縣道162乙線轉角路口。
鄉道雲154線是大尖山至扶朝里的道路，其東側端點（終點）位於本地區扶朝家聚落的鄉道雲163線路口。由此向西南可前往溪墘厝地區北部的湖子內聚落、後寮地區東北部、水燦林地區南部的海埔寮聚落、後寮、尖山地區的大尖山聚落並止於鄉道雲151線轉角路口。
鄉道雲163線是船頭埔至湖仔內的道路，其北側端點（起點）位於本地區東部鄉道雲156線路口（船頭埔聚落北郊）。由此向南南西蜿蜒而行，可前往扶朝家、溪墘厝，並止於該地區北部的鄉道雲154線路口（湖子內聚落東南郊）。

## 學校
- 朝陽國小